# Mantoida nitida
Mantoida nitida es una especie de mantis de la familia Mantoididae.

## Distribución geográfica
Se encuentra en Argentina, Bolivia, Brasil y Venezuela.